# Стаде, Ян
Ян Стаде, или Йоханнес ван Стадиус (Стадий) (лат. Joannes Stadius; фр. Jean Stade), при рождении Ян Ван Остайен (нидерл. Jan Van Ostaeyen; 1 мая 1527, Лунхаут, герцогство Брабант — 17 июня 1579, Париж) — фламандский астроном, математик, астролог

. Один из видных создателей в конце XVI века эфемерид, астрономических таблиц, содержащих рассчитанные положения небесных тел, например, планеты или кометы, в заданных интервалах.

## Биография
Получив образование в латинской школе Брехта, изучал математику, географию и историю в Старом университете Лёвена, где среди его педагогов был Гемма Фризиус.
Со временем стал профессором математики в альма матер. В 1554 году отправился в Турин, где пользовался покровительством могущественного герцога Савойского.
Работал также в Кёльне, Брюсселе и Париже. В Париже делал астрологические предсказания для французского двора. В своих Tabulae Bergenses (1560) называет себя королевским математиком короля Испании Филиппа II и математиком герцога Савойского.
Используя гелиоцентрическую модель солнечной системы, разработанную Коперником в 1543 году, составил эфемериды, которые представляют собой таблицы, предсказывающие, где определённые небесные тела будут расположены в определённые даты в будущем. Его работа «Эфемериды» оставалась стандартной по этому вопросу до появления трудов И. Кеплера.
Во время пребывания в Брюсселе Стадиус опубликовал свой первый научный труд Ephemerides novae et auctae содержащий таблицу эфемерид, впервые опубликованный в Кёльне в 1554 году.
Эта работа установила связь между математикой и медициной и оказала влияние на Тихо Браге и Нострадамуса. Издать «Ephemerides» Стадиусу посоветовал его учитель Гемма Фризиус. В письме, написанном в 1555 году, Фризиус призывал Стадиуса не бояться обвинений в том, что он верит в движущуюся Землю и неподвижное Солнце (то есть в теорию Коперника), или в отказе от средневековых Альфонсовых таблиц в пользу своих собственных наблюдений. В этом письме Фризий далее писал, что система, разработанная Коперником, даёт лучшее понимание планетарных расстояний, а также некоторых особенностей ретроградного движения.

## Память
В 1935 году его именем был назван лунный кратер Стадий.